# Alexander Massialas
Alexander Massialas (São Francisco, 20 de abril de 1994) é um esgrimista estadunidense que atua na categoria florete, medalhista de prata por equipes no Campeonato Mundial de Esgrima de 2013.. O atleta competiu nos Jogos Olímpicos de 2012 e disputará os Jogos Olímpicos de Verão de 2016.

## Biografia
Massialas nasceu em São Francisco, Califórnia. Ele é filho do ex-esgrimista Greg Massialas, contém herança grega por parte do pai e herança taiwanesa por parte da mãe, atualmente Massialas é treinado pelo pai. Apesar do ambiente, Massialas mostrou interesse espontâneo pelo esporte, seu pai o fez esperar até que ele tivesse sete anos para começar a treiná-lo.